# Gwenegan Bui

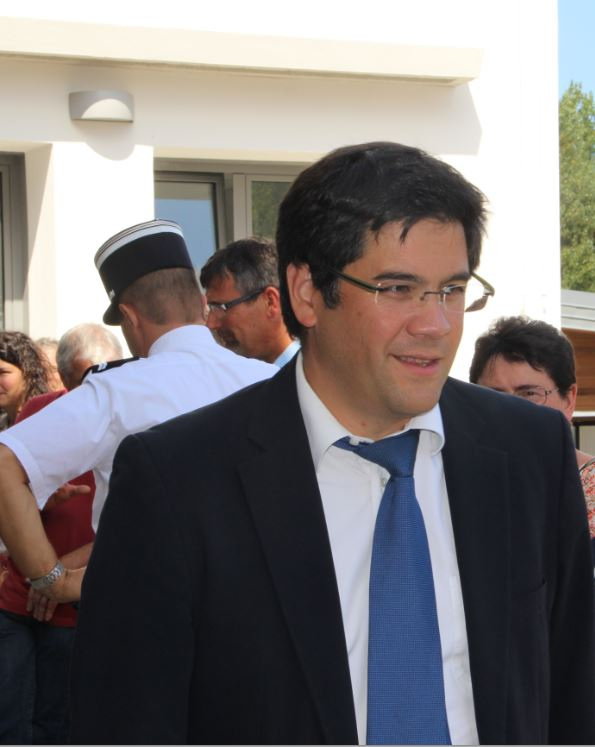

Gwenegan Bui es una personalidad política francesa, miembro del Partido Socialista. Fue presidente del Movimiento de los Jóvenes Socialistas entre 1999 y 2001.
En la actualidad, es cercano al movimiento de Martine Aubry, y fue elegido miembro del Buró Nacional del PS en 2008.